# Race & Class
Race & Class est un journal académique peer-reviewed sur le Racisme et l'Impérialisme contemporain. Ce trimestriel est publié par Sage Publications pour le compte de Institut de Relations inter-raciales. Il publie des textes interdisciplinaires dans le domaine des Lettres et des Sciences humaines et sociales.

## Histoire
D'abord nommé Race à sa création en 1959, en 1974 son nouvel éditeur, Ambalavaner Sivanandan (en), lui donne son nom actuel et rejette l'académisme aride de son prédécesseur et fait appel à l'élite intellectuelle du Tiers-Monde, aux radicaux et activistes politiques, aux réfugiés et exilés.
Race & Class était sensible à certains des événements majeurs qui ont marqué les années 1970, spécifiquement aux changements politiques et sociaux généralisés et rapides de cette période; luttes de libération et installation de gouvernements populaires dans certains des pays nouvellement indépendants du tiers monde, le phénomène du Black Power, et le mouvement des non-alignés. Le journal était ouvert aux érudits radicaux et aux activistes. Orlando Letelier, Malcolm Caldwell (en) et Walter Rodney ont été si étroitement impliqués dans les mouvements de libération qu'ils ont été tués dans la poursuite de leur réalisation.

## Résumé et indexation
Le journal est résumé et indexé par la Base de données EBSCO, les Current Contents/Social and Behavioral Sciences, la bibliographie internationale des sciences sociales (en), l'International Biography of the Modern Language Association, et par l'Index de citation de sciences social. Selon le Journal Citation Reports, Race & Class avait un facteur d'impact de 0.302 en 2011, le classant 59e sur 81 dans la catégorie Anthropology, 11e sur 14 dans Ethnic Studies, 28e sur 38 dans Social Issues, 66e sur 89 dans Social Sciences, Interdisciplinary et 107e sur 138 dans Sociology.

## Source de la traduction
- (en) Cet article est partiellement ou en totalité issu de l’article de Wikipédia en anglais intitulé « Race & Class » (voir la liste des auteurs).